# Kid Lavigne
George Henry Lavigne, detto Kid (Chicago, 6 dicembre 1869 – 9 marzo 1928), è stato un pugile statunitense.
La International Boxing Hall of Fame lo ha riconosciuto fra i più grandi pugili di ogni tempo.

## Gli inizi
Mancino, divenne professionista nel 1886.

## La carriera
Campione del mondo dei pesi leggeri nel 1896.
Si batté anche con Barbados Joe Walcott e con Mysterious Billy Smith.